# Alfabet armeni
L'alfabet armeni és un alfabet utilitzat per escriure en armeni des de l'any 405 o 406, quan el creà el monjo Mesrop Maixtots. Des del segle xix, l'armeni clàssic va ser la llengua literària. Des de llavors, l'alfabet armeni és usat per a escriure els dos dialectes moderns en tots els camps (o sigui, no només literàriament): l'armeni oriental i l'armeni occidental.
La paraula armènia per dir "alfabet" és այբուբեն (aibuben), a partir del nom de les dues primeres lletres d'aquest alfabet.
L'alfabet originalment tenia 36 lletres amb formes majúscules i minúscules. Durant l'edat mitjana se'n van afegir dues més fins a les 38, i amb el començament de l'època soviètica es va fer una reforma ortogràfica que va convertir dos dígrafs en lletres de l'alfabet i va eliminar-ne una d'obsoleta, arribant a les 39. Les lletres de l'alfabet armeni s'escriuren horitzontalment, d'esquerra a dreta.

## L'alfabet
| Lletra                                                   | Nom                    | Nom                  | Nom            | Nom             | Nom               | Valor fonètic                | Valor fonètic                  | Valor fonètic                  | Transliteració            | Valor numèric |
| Lletra                                                   | Ortografia tradicional | Ortografia reformada | Pronunciació   | Pronunciació    | Pronunciació      | Armeni clàssic               | Armeni oriental                | Armeni occidental              | Armeni clàssic (ISO 9985) | Valor numèric |
| Lletra                                                   | Ortografia tradicional | Ortografia reformada | Armeni clàssic | Armeni oriental | Armeni occidental | Armeni clàssic               | Armeni oriental                | Armeni occidental              | Armeni clàssic (ISO 9985) | Valor numèric |
| -------------------------------------------------------- | ---------------------- | -------------------- | -------------- | --------------- | ----------------- | ---------------------------- | ------------------------------ | ------------------------------ | ------------------------- | ------------- |
| Ա ա                                                      | այբ                    | այբ                  | [aɪb]          | [aɪb]           | [aɪpʰ]            | [ɑ]                          | [ɑ]                            | [ɑ]                            | a                         | 1             |
| Բ բ                                                      | բեն                    | բեն                  | [bɛn]          | [bɛn]           | [pʰɛn]            | [b]                          | [b]                            | [pʰ]                           | b                         | 2             |
| Գ գ                                                      | գիմ                    | գիմ                  | [gim]          | [gim]           | [kʰim]            | [g]                          | [g]                            | [kʰ]                           | g                         | 3             |
| Դ դ                                                      | դա                     | դա                   | [dɑ]           | [dɑ]            | [tʰɑ]             | [d]                          | [d]                            | [tʰ]                           | d                         | 4             |
| Ե ե                                                      | եչ                     | եչ                   | [jɛtʃʰ]        | [jɛtʃʰ]         | [jɛtʃʰ]           | [ɛ], en posició inicial [jɛ] | [ɛ], en posició inicial [jɛ]   | [ɛ], en posició inicial [jɛ]   | e                         | 5             |
| Զ զ                                                      | զա                     | զա                   | [zɑ]           | [zɑ]            | [zɑ]              | [z]                          | [z]                            | [z]                            | z                         | 6             |
| Է է                                                      | է                      | է                    | [ɛː]           | [ɛ]             | [ɛ]               | [ɛː]                         | [ɛ]                            | [ɛ]                            | ē                         | 7             |
| Ը ը                                                      | ըթ                     | ըթ                   | [ətʰ]          | [ətʰ]           | [ətʰ]             | [ə]                          | [ə]                            | [ə]                            | ë                         | 8             |
| Թ թ                                                      | թո                     | թո                   | [tʰo]          | [tʰo]           | [tʰo]             | [tʰ]                         | [tʰ]                           | [tʰ]                           | t‘                        | 9             |
| Ժ ժ                                                      | ժէ                     | ժե                   | [ʒɛː]          | [ʒɛ]            | [ʒɛ]              | [ʒ]                          | [ʒ]                            | [ʒ]                            | ž                         | 10            |
| Ի ի                                                      | ինի                    | ինի                  | [ini]          | [ini]           | [ini]             | [i]                          | [i]                            | [i]                            | i                         | 20            |
| Լ լ                                                      | լիւն                   | լյուն                | [lʏn]          | [ljun]          | [lʏn]             | [l]                          | [l]                            | [l]                            | l                         | 30            |
| Խ խ                                                      | խէ                     | խե                   | [χɛː]          | [χɛ]            | [χɛ]              | [χ]                          | [χ]                            | [χ]                            | x                         | 40            |
| Ծ ծ                                                      | ծա                     | ծա                   | [tsɑ]          | [tsʼɑ]          | [dzɑ]             | [ts]                         | [tsʼ]                          | [dz]                           | ç                         | 50            |
| Կ կ                                                      | կեն                    | կեն                  | [kɛn]          | [kʼɛn]          | [gɛn]             | [k]                          | [kʼ]                           | [g]                            | k                         | 60            |
| Հ հ                                                      | հո                     | հո                   | [ho]           | [ho]            | [ho]              | [h]                          | [h]                            | [h]                            | h                         | 70            |
| Ձ ձ                                                      | ձա                     | ձա                   | [dzɑ]          | [dzɑ]           | [tsʰɑ]            | [dz]                         | [dz]                           | [tsʰ]                          | j                         | 80            |
| Ղ ղ                                                      | ղատ                    | ղատ                  | [ɫɑt]          | [ʁɑtʼ]          | [ʁɑd]             | [l], o [ɫ]                   | [ʁ]                            | [ʁ]                            | ġ                         | 90            |
| Ճ ճ                                                      | ճէ                     | ճե                   | [tʃɛː]         | [tʃʼɛ]          | [ʤɛ]              | [tʃ]                         | [tʃʼ]                          | [ʤ]                            | č̣                         | 100           |
| Մ մ                                                      | մեն                    | մեն                  | [mɛn]          | [mɛn]           | [mɛn]             | [m]                          | [m]                            | [m]                            | m                         | 200           |
| Յ յ                                                      | յի                     | հի                   | [ji]           | [hi]            | [hi]              | [j]                          | [j], [h]                       | [j], [h]                       | y                         | 300           |
| Ն ն                                                      | նու                    | նու                  | [nu]           | [nu]            | [nu]              | [n]                          | [n]                            | [n]                            | n                         | 400           |
| Շ շ                                                      | շա                     | շա                   | [ʃɑ]           | [ʃɑ]            | [ʃɑ]              | [ʃ]                          | [ʃ]                            | [ʃ]                            | š                         | 500           |
| Ո ո                                                      | ո                      | ո                    | [o]            | [vo]            | [vo]              | [o], en posició inicial [vo] | [o], en posició inicial [vo]   | [o], en posició inicial [vo]   | o                         | 600           |
| Չ չ                                                      | չա                     | չա                   | [tʃʰɑ]         | [tʃʰɑ]          | [tʃʰɑ]            | [tʃʰ]                        | [tʃʰ]                          | [tʃʰ]                          | č                         | 700           |
| Պ պ                                                      | պէ                     | պե                   | [pɛː]          | [pʼɛ]           | [bɛ]              | [p]                          | [pʼ]                           | [b]                            | p                         | 800           |
| Ջ ջ                                                      | ջէ                     | ջե                   | [ʤɛː]          | [ʤɛ]            | [tʃʰɛ]            | [ʤ]                          | [ʤ]                            | [tʃʰ]                          | ǰ                         | 900           |
| Ռ ռ                                                      | ռա                     | ռա                   | [rɑ]           | [ɾɑ]            | [ɾɑ]              | [r]                          | [ɾ]                            | [ɾ]                            | ṙ                         | 1000          |
| Ս ս                                                      | սէ                     | սե                   | [sɛː]          | [sɛ]            | [sɛ]              | [s]                          | [s]                            | [s]                            | s                         | 2000          |
| Վ վ                                                      | վեւ                    | վեվ                  | [vɛv]          | [vɛv]           | [vɛv]             | [v]                          | [v]                            | [v]                            | v                         | 3000          |
| Տ տ                                                      | տիւն                   | տյուն                | [tʏn]          | [tjun]          | [dʏn]             | [t]                          | [tʼ]                           | [d]                            | t                         | 4000          |
| Ր ր                                                      | րէ                     | րե                   | [ɹɛː]          | [ɾɛ]            | [ɾɛ]              | [ɹ]                          | [ɾ]                            | [ɾ]                            | r                         | 5000          |
| Ց ց                                                      | ցո                     | ցո                   | [tsʰo]         | [tsʰo]          | [tsʰo]            | [tsʰ]                        | [tsʰ]                          | [tsʰ]                          | c‘                        | 6000          |
| Ւ ւ                                                      | հիւն                   | -                    | [hʏn]          | [hʏn]           | [hʏn]             | [w]                          | [v]                            | [v]                            | w                         | 7000          |
| Փ փ                                                      | փիւր                   | փյուր                | [pʰʏɹ]         | [pʰjuɾ]         | [pʰʏɾ]            | [pʰ]                         | [pʰ]                           | [pʰ]                           | p‘                        | 8000          |
| Ք ք                                                      | քէ                     | քե                   | [kʰɛː]         | [kʰɛ]           | [kʰɛ]             | [kʰ]                         | [kʰ]                           | [kʰ]                           | k‘                        | 9000          |
| Lletres afegides al segle xiii                           |                        |                      |                |                 |                   |                              |                                |                                |                           |               |
| Օ օ                                                      | օ                      | օ                    | [o]            | [o]             | [o]               | [o]                          | [o]                            | [o]                            | ò                         | -             |
| Ֆ ֆ                                                      | ֆէ                     | ֆե                   | [fɛː]          | [fɛ]            | [fɛ]              | [f]                          | [f]                            | [f]                            | f                         | -             |
| Dígrafs convertits en lletres per l'ortografia reformada |                        |                      |                |                 |                   |                              |                                |                                |                           |               |
| ու                                                       | -                      | ու                   | -              | [u]             | [u]               | -                            | [u]                            | [u]                            | u                         | -             |
| և                                                        | -                      | և                    | -              | [jɛv]           | [jɛv]             | -                            | [ɛv], en posició inicial [jɛv] | [ɛv], en posició inicial [jɛv] | ew                        | -             |
| Lletra                                                   | Ortografia tradicional | Ortografia reformada | Armeni clàssic | Armeni oriental | Armeni occidental | Armeni clàssic               | Armeni oriental                | Armeni occidental              | Armeni clàssic (ISO 9985) | Valor numèric |
| Lletra                                                   | Ortografia tradicional | Ortografia reformada | Pronunciació   |                 |                   | Armeni clàssic               | Armeni oriental                | Armeni occidental              | Armeni clàssic (ISO 9985) | Valor numèric |
| Lletra                                                   | Nom                    | Nom                  | Nom            | Nom             | Nom               | Valor fonètic                | Valor fonètic                  | Valor fonètic                  | Transliteració            | Valor numèric |

## Puntuació

La paraula Աստուած «Déu» abreviada. S'escriuen la primera lletra i l'última amb el signe d'abreviació ՟.

Els signes de puntuació per a l'alfabet armeni són els següents:
- [ «  » ] Les cometes utilitzades són les baixes. Les cometes altes (") no s'utilitzen mai perquè es poden confondre amb altres signes.
- [ , ] La coma funciona igual que en català.
- [ ՝ ] Per a pauses més llargues que la coma (l'equivalent al punt i coma català) s'empra aquest apòstrof revers.
- [ ․ ] El punt s'utilitza en els casos en què el català empra els dos punts, és a dir, per a introduir una llista o per a introduir una frase que depèn de l'anterior.
- [ ։ ] Els dos punts s'utilitzen per a indicar el final d'oració, és a dir, igual que el punt en català.
- [ ֊ ] Aquest és el signe corresponent al guionet en l'alfabet armeni. Actualment és habitual usar el caràcter llatí (-) amb un aspecte molt semblant.
- [ ՟ ] El signe d'abreviació damunt d'unes lletres indica que estan abreujant una paraula. Actualment ja no s'usa.
- [ ՚ ] Aquest apòstrof s'empra en armeni occidental per a indicar l'elisió d'una vocal, habitualment [ə].

Els signes següents se situen damunt d'una vocal o lleugerament a la seva dreta per a indicar la seva entonació:
- [ ՛ ] Aquest accent indica que una vocal és tònica i marca èmfasi a una paraula.
- [ ՜ ] Aquesta titlla ascendent indica entonació exclamativa, i per tant, s'empra com el signe d'admiració en català però col·locat a la vocal tònica d'una paraula, en comptes del final d'una frase.
- [ ՞ ] Aquest signe indica entonació interrogativa, i per tant, s'empra com l'interrogant en català però col·locat a la vocal tònica d'una paraula en comptes del final d'una frase.